# Kostel Nanebevzetí Panny Marie (Černvír)
Kostel Nanebevzetí Panny Marie je římskokatolický chrám v obci Černvír v okrese Brno-venkov. Je chráněn jako kulturní památka České republiky.
Kolem kostela se nachází hřbitov. Je filiálním kostelem doubravnické farnosti.

## Historie

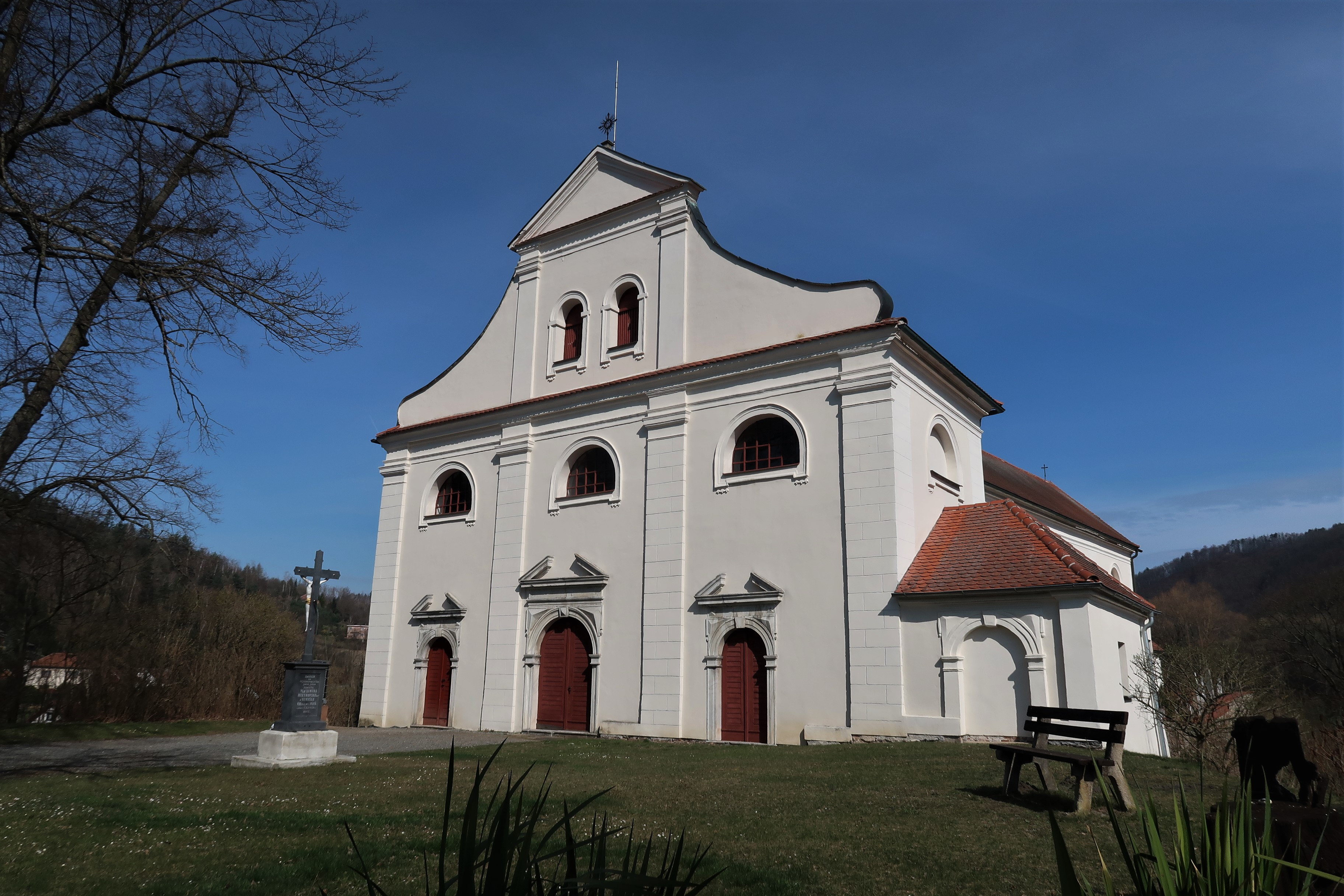
Kostel Nanebevzetí Panny Marie

Zatímco v jižní části ostrohu nad řekou Svratkou stál černvírský hrad, na jeho severním výběžku byl zřejmě nedlouho před rokem 1250 vybudován románský kostel, který se ve stavbě současného chrámu dochoval dodnes. Jednalo se o malou centrální stavbu s hranolovou lodí a dvěma apsidami na východní a západní straně. Tento původní kostel byl v první polovině 14. století změněn na kněžiště, jeho interiér vyzdoben malbami (objeveny a restaurovány v letech 1969–1971), ze severní strany byla k němu přistavěna sakristie, z jižní strany gotická loď. V této podobě zůstal do konce 17. století, kdy byl barokně přestavěn. Došlo ke zvětšení sakristie a k výraznému prodloužení lodi jižním směrem, kde byla zakončena trojosým průčelím s průchodem na hřbitov, boční kaplí a márnicí.
V letech 1977–1982 prošel kostel rekonstrukcí.

## Interiér
V roce 1969 byly při rekonstrukci objektu nalezeny fresky v původní románské stavbě (dnešní presbytář) z první poloviny 13. století znázorňující:
- na severní stěně: svatou Kateřinu a Dorotu s klečícími donátory, jízdu tří králů a slavnost Narození Páně,
- ve východní apsidě: Nanebevzetí Panny Marie a Pannu Marii Ochranitelku,
- v západní apsidě: Poslední večeři, pašijový cyklus a slavnost Zmrtvýchvstání Páně.

Barokní retabulový oltář svatého Linharta se sochami svaté Barbory a svatého Petra od Ignáce Lengelachera ze 40. let. 18. století pochází ze zrušeného kostela svatého Linharta ze zatopeného Mušova.

## Památné události
V 1. polovině 16. století byla v kostele pohřbena Hedvika ze Švamberka, druhá manželka Jana Bohatého z Pernštejna. Po smrti jejího manžela v roce 1548 bylo její tělo převezeno ke společnému pohřbu do doubravnického kostela.